# FC 마크타랄
FC 마크타랄(카자흐어: Мақтаарал футбол клубы, 영어: FC Maktaaral)은 카자흐스탄의 축구 클럽으로, 마크타랄을 연고로 하고 있다. 현재 카자흐스탄의 최상위 리그인 카자흐스탄 프리미어리그에 참가하고 있다.